# قلقل صغير الأوراق
قلقل صغير الأوراق (الاسم العلمي:Abrus parvifolius) هو نوع من النباتات يتبع جنس القلقل من الفصيلة البقولية.